# Rome Total War: Barbarian Invasion
Rome Total War: Barbarian Invasion (BI) és la primera expansió oficial del joc Rome Total War. L'expansió s'ubica a l'època de les invasions bàrbares i el Baix Imperi Romà. Fou posat a la venda el 30 de setembre de l'any 2005.
El joc comença l'any 363 dC després de dècades amb conflictes interns, l'Imperi Romà s'ha dividit en dues parts. A Europa, les tribus bàrbares assolen el continent per a travessar el Rin i el Danubi i atacar els dividits romans. Grans exèrcits d'hordes amenacen a l'ombra d'un gran imperi, ara afeblit.

## Noves característiques
Batalles nocturnes: ara alguns generals tenen l'habilitat de fer un atac quan hi ha foscor. Això beneficia a l'atacant.
Faccions emergents: alguns successos com ara revoltes a la ciutat o caiguda de faccions originen l'aparició d'aquestes faccions.
Noves faccions, civilitzacions i unitats: ara les tribus bàrbares emigren cap a Europa. Els sassànides tornen a ser una amenaça per als romans i els nòmades del nord d'Àfrica fan incursions a territori romà.
Lleitat:només afecta els romans. És una mida de la facilitat d'un general per a ser subornat.
Nedar:ara soldats d'infanteria lleugera poden travessar rius nedant.
Generals:ara es podran reclutar com si es tractés de soldats.
Religió: ara apareixen fortes tensions per la religió.

## Noves faccions

### Faccions romanes
- Imperi Romà d'Occident: facció amb una divisió social entre el paganisme i el cristianisme. Té grans problemes financers i rep l'atac dels bàrbars tot just havent començat la campanya. El seu exèrcit es basa en una potent infanteria (comitatenses, auxilia palatina…) i cavalleria sàrmata.
- Imperi Romà d'Orient:és la part més rica del món conegut. La seva infanteria és quasi tan completa com la dels romans d'occident però disposen d'uns arquers i d'una cavalleria més variada i superior.Malgrat tot pateixen la pressió dels sassànides per l'est i dels huns i els gots pel nord. És una facció majoritàriament cristiana.
- Rebel·ls de l'Imperi Romà d'Occident:quan el descontentament d'una ciutat dels romans d'occident és majoritari, aquesta facció emergeix.
- Rebel·ls de l'Imperi Romà d'Orient::quan el descontentament d'una ciutat dels romans d'orient és majoritari, aquesta facció emergeix.
- Britanorromans: representen els intents de defensa de la Britànnia romana pels atacs dels saxons.Apareixen en forma d'horda quan els romans d'occident perden les dues províncies de Britànnia a mans dels bàrbars. El seu cap de facció és pagà.

### Faccions germàniques/bàrbares
- Els huns: facció que es pot convertir en horda, disposen d'una poderosa cavalleria amb escassa infanteria. Comencen a l'Europa de l'est. Són pagans i no es poden convertir al cristianisme.
- Els gots:aquesta facció comença sent cristiana i disposa d'una cavalleria i infanteria equilibrades, malgrat no disposar de màquines de setge. Els gots es poden convertir en horda.
- Els francs: facció pagana però que si es converteix al cristianisme disposa dels paladins, una cavalleria d'elit d'aquesta facció. Es poden convertir en horda.
- Els sàrmates: disposen d'una gran cavalleria, són pagans i es poden convertir en horda.
- Els saxons:són pagans i no es poden convertir al cristianisme, la seva cavalleria és força limitada però tenen una bona varietat d'infanteria. No es poden convertir en horda.
- Els roxol·lans: són pagans i disposen d'una potent infanteria.
- Els ostrogots: són els gots rebel·ls. Són una facció idèntica a ells.
- Els vàndals: es poden convertir en horda, disposen de bona cavalleria i són de religió pagana.
- Els eslaus:facció emergent.
- Els alamans: disposen de bona infanteria, són pagans però al tenir només una ciutat i no poder convertir-se en horda els fa trobar en una difícil situació.
- Els celtes: són una facció pagana, no es poden convertir en horda i disposen d'un exèrcit antiquat però molt efectiu basat en infanteria i bersekers.

### Altres faccions
- Els berbers: són cristians i disposen d'un exèrcit de tropes lleugeres que puntualment fan lleus incurssions als territoris romans del nord d'Àfrica.
- Els sassànides: hereus de l'Imperi Persa, disposen de la millor cavalleria del joc i una decent infanteria. Practiquen el zoroastrisme i estan en guerra oberta contra els romans d'orient.

## Religions
- Cristianisme
- Paganisme
- Zoroastrisme

## Condicions del joc
La campanya principal acaba l'any 476, ja que és l'any en què cau l'Imperi Romà d'Occident.Cada civilització té les seves condicions de victòria pròpies.

## Webs d'interès
- GameSpy Arcade És el client oficial per al joc multijugador
- Rome Total War És la web oficial del joc.
- GameRanger Client alternatiu que permet jugar en mode multijugador.
- TWCenter Web no oficial que sobre la saga Total War i disposa de modificacions del joc.